# 韓裔斯里蘭卡人
韓裔斯里蘭卡人，是斯里蘭卡的少數群體。根據2013年大韓民國外交部估計，在2013年有782人。

## 人口
斯里蘭卡人的韓國人，在2009年有854人，2011年有948人，2013年下降至782人。其中268人是留學生入讀於斯里蘭卡各大學，其他514人持各類簽証。513人住在首都科倫坡，96人住在西部省、124人住在中央省、49人住在其他地區。

## 宗教
南韓基督徒也在當地有慈善活動，如建設災後援助中心。但他們勸導改宗引起了與印度教徒和上座部佛教徒的衝突。

## 社團組織
斯里蘭卡有一個韓國協會，在週末於學校教授韓語，並組織了各種公益活動，以告知韓國的文化和歷史，市民專題講座如紀念朝鮮戰爭。